# Gram, Danmark
Gram (tyska: Gramm) är en tätort i Haderslevs kommun i Region Syddanmark i Danmark. Tätorten har 2 445 invånare (2024). Den ligger på Jylland, cirka 29 kilometer väster om Haderslev. Gram var centralort i Grams kommun fram till kommunreformen 2007.